# Весілля Катерини II та Григорія Потьомкіна

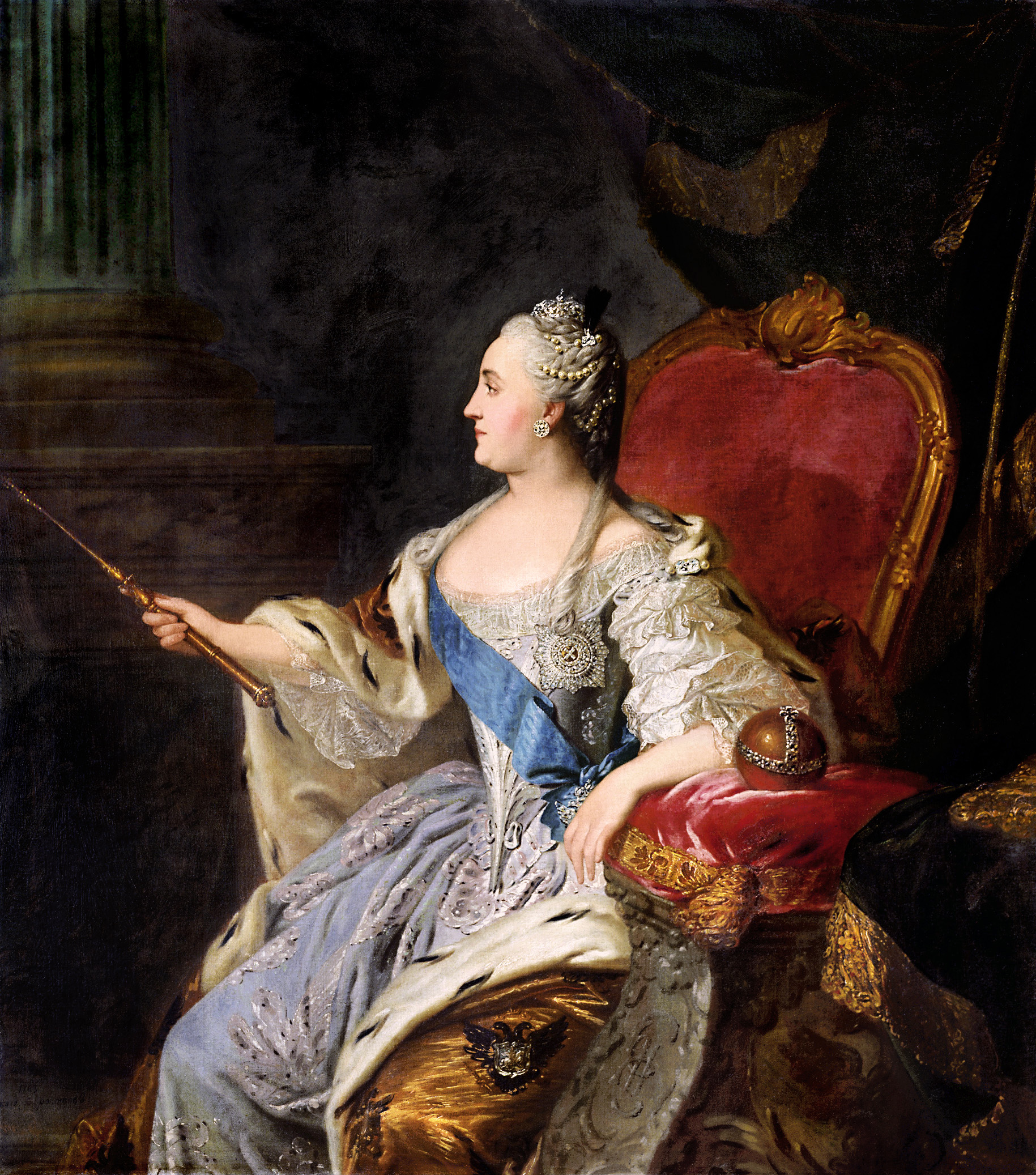
Катерини II

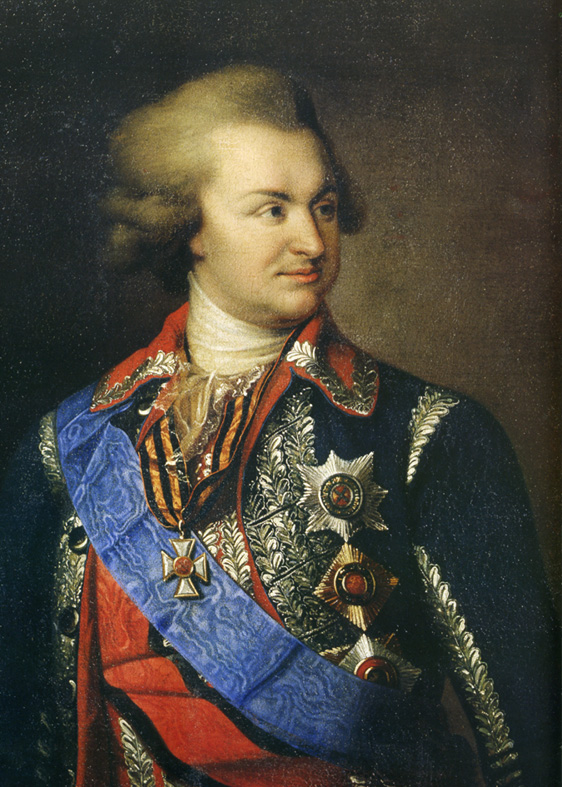
Григорія Потьомкіна

Весілля Катерини II та Григорія Потьомкіна — морганатичний шлюб (таємне вінчання) імператриці Катерини II та її фаворита Григорія Потьомкіна, що, судячи з збережених свідчень дійсно мало місце й відбулося влітку-восени 1774 абож на початку січня 1775 року.

## Вінчання

### Дата
- 30 травня 1774 року (за однією з версій В. С. Лопатіна[1])
- 8 червня 1774-го (за однією з версій В. С. Лопатіна, див. нижче)[2]
- осінь 1774-го
- напочатку січня 1775 року (оскільки 25 січня двір переїхав до Москви)
- 1784 рік (застаріла версія)

## Виноски
1. ↑  Серед численних нагород та заслужчин, якими Потьомкін был осипаний навесні 1774 р., тільки чин генерал-аншефа оповитий певною таємничістю. Уперше Потьомкін офіційно був названий генерал-аншефом напочатку серпня, в списках Вояцького департаменту Григорій Олександрович іде одразу за Н. В. Репніним, що він дістав чин 3 серпня, але з умовою: дозволити йому вважатись генерал-аншефом із 30 травня. «Цілком очевидно, що цією датою відзначена якась важлива подія, — пише історик. — Такою подією могло бути тільки вінчання Потьомкіна з імператоркою. Але присвоєння такого високого чину своєму новому обранцеві в умовах незакінченої війни могло збудити велике невдоволення… Загальне піднесення, спричинене звісткою про мир, дозволило оголосити вже постановлене роблення без зайвих пліток» (Лопатин В. С. Потемкин и Суворов M , 1992. C. 24, 92.)
2. ↑  Слід відзначити непомічений істориками факт раптового кар'єрного росту духівника Катерини, що, можливо, провів обряд. Через двійко тижнів після цього дня, 21 червня 1774 року духівник Катерини II отець Іоанн Панфілов імператорським наказом був зроблений членом Святійшего Синоду і того самого року обдарований імператоркою золотим нагрудним хрестом, осипаним діямантами, на широкій блакитній стрічці, який він надягав при набоженстві поверх фелоні (див. Панфилов, Иоанн Иоаннович [Архівовано 2 квітня 2015 у Wayback Machine.])